# Anaceratagallia chalchica
Anaceratagallia chalchica är en insektsart som beskrevs av Dlabola 1967. Anaceratagallia chalchica ingår i släktet Anaceratagallia och familjen dvärgstritar. Inga underarter finns listade i Catalogue of Life.